# Rebus-Prinzip
Das Rebus-Prinzip (lateinisch rebus, 'durch Dinge‘) beschreibt die Verwendung von Symbolen oder Schriftzeichen als Lautzeichen (Phonogramm), ohne Rücksicht auf die ursprüngliche Bedeutung der Zeichen. Das Prinzip findet sich in vielen logographischen Schriften – Schriften, die auf Wortzeichen basieren.

## Beschreibung
Bei logographischen Schriften, wie beispielsweise dem Chinesischen, enthalten die Schriftzeichen gewöhnlich keine Informationen über die exakte Aussprache. Deshalb nutzt man bei der Wiedergabe von Eigennamen, Fremd- oder Lehnwörtern das Rebus-Prinzip. Statt ein neues Zeichen zu erfinden, dessen Aussprache dem Leser unbekannt wäre, werden vorhandene Zeichen kombiniert, die ähnlich klingen wie das neue fremde Wort.
Außerdem finden sich nach dem Rebus-Prinzip verwendete Zeichen gelegentlich in traditionellen Zeichen. Abstrakte Konzepte wurden durch Schriftzeichen dargestellt, die ähnlich klangen. Bei diesen Entlehnungen wurde das Schriftzeichen jedoch teilweise erweitert und die Aussprache verändert.

## Beispiele

### Deutsches Beispiele
Geschrieben: Ein $ Beispielsatz für das Rebus-Prinzip.

Gelesen: Ein dollar Beispielsatz für das Rebus-Prinzip.

Verstanden: Ein toller Beispielsatz für das Rebus-Prinzip.

Die Bedeutung von $ als Währungssymbol wird ignoriert.
Geschrieben: T#s Heim, Glück allein.

Gelesen: Trautes Heim, Glück allein.

Die Bedeutung des auch kurz „Raute“ genannten Rautezeichens # wird ignoriert.

### Beispiele aus dem alten Ägypten
Ägyptische Hieroglyphen nutzen ein Rebus-System. Das Rebus-Prinzip war ein wichtiger Zwischenschritt auf dem Weg von Bilderschriften hin zu Silben- und Alphabetschriften. Es ermöglichte, abstrakte oder fremde Begriffe mit bekannten Zeichen darzustellen, indem der Klang der Zeichen genutzt wurde (Phonogramm), nicht deren ursprüngliche Bedeutung. Traditionell werden die Phonogramme der altägyptischen Hieroglyphenschrift als Ein-, Zwei- und evtl. Drei-Konsonanten-Zeichen verstanden. (siehe auch Ägyptische Hieroglyphen#Phonogramme)
In Ägypten wurde das Rebus-Prinzip auch für Statuen verwendet. Eine berühmte Rebus-Statue ist jene von Ramses II:

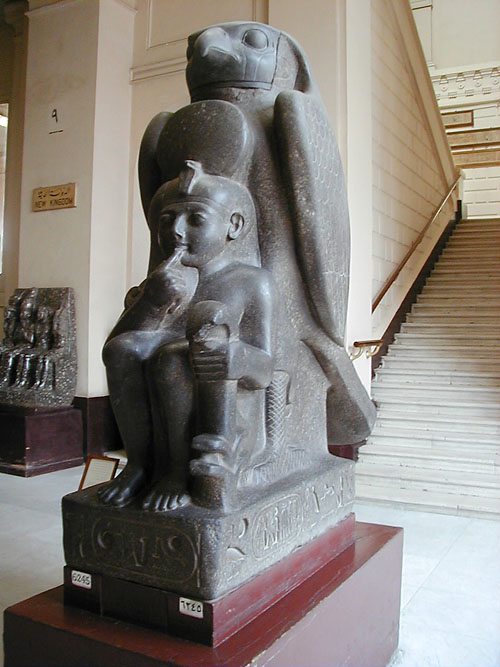
Ramesses II als Kind: Hieroglyphen: Ra-mes-su

Um den Namen "Ra-mes-su" zu bilden, werden folgende drei Hieroglyphen verwendet:
- Horus (wie Ra), für Ra;
- Das Kind, mes;
- Die Segge-Pflanze (Halm in der linken Hand), su;